# Albert Jansz. Klomp

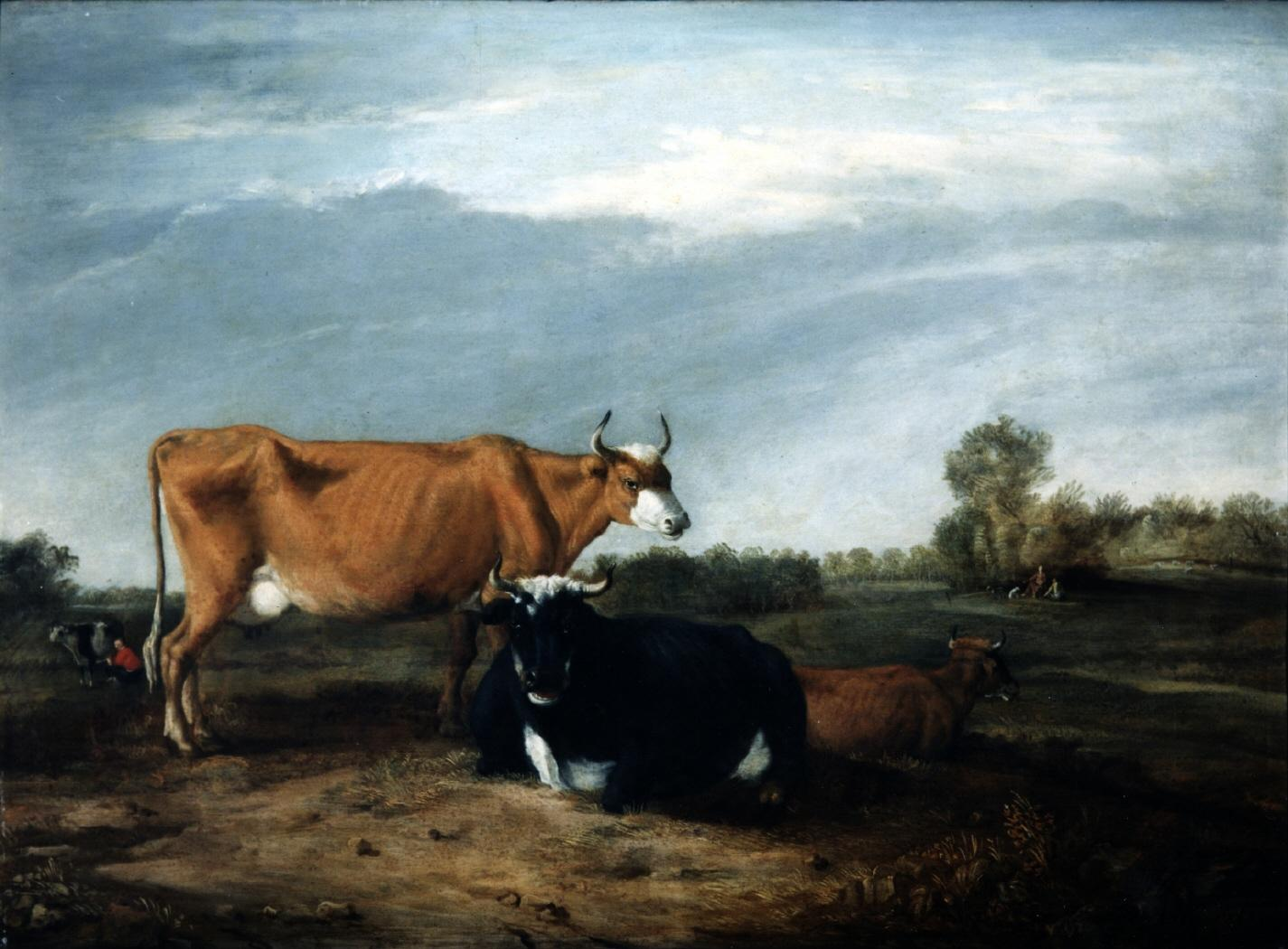
Paisaje con vacas, óleo sobre tabla, 71 x 94,5 cm, Madrid, Museo Lázaro Galdiano.

Albert Jansz. Klomp (Ámsterdam, 1625 - 1688) fue un dibujante y pintor barroco de los Países Bajos especializado en la pintura de paisajes campestres con animales, principalmente rebaños de vacas.
Relacionado con Paulus Potter e influido por Albert Cuyp, a quien se han atribuido algunas de sus obras, los característicos paisajes pastoriles de Klomp se encuentran, entre otros, en el Rijksmuseum de Ámsterdam, el Fitzwilliam Museum de Cambridge, el Museo de Poznań o el Lázaro Galdiano de Madrid.